# The Way I Am (canção de Charlie Puth)
"The Way I Am" é uma canção do cantor norte-americano Charlie Puth, gravada para o seu segundo álbum de estúdio Voicenotes. O seu lançamento ocorreu a 5 de maio de 2018, primariamente como single promocional, e posteriormente enviada para as rádios dos Estados Unidos e de Itália a 24 de julho do mesmo ano pela editora discográfica Atlantic Records, servindo como quinta faixa de trabalho.

## Faixas e formatos
| Descarga digital |                           |         |  |
| N.º              | Título                    | Duração |  |
| 1.               | "The Way I Am" (acústico) | 3:06    |  |

## Créditos
Todo o processo de elaboração da canção atribui os seguintes créditos pessoais:
- Charlie Puth - composição, produção, gravação;
- Jacob Kasher - composição;
- Jan Ozveren - guitarra.

## Desempenho comercial

### Posições nas tabelas musicais
| Tabela musical (2018)                         | Melhor posição |
| --------------------------------------------- | -------------- |
| Bélgica - Ultratip (Flandres)                 | 14             |
| Bélgica - Ultratop 50 (Valónia)               | 29             |
| Canadá - Canada CHR/Top 40                    | 40             |
| Canadá - Canadia Hot AC                       | 40             |
| Estados Unidos - Billboard Hot 100            | 61             |
| Estados Unidos - Billboard Adult Contemporary | 25             |
| Estados Unidos - Billboard Adult Pop Songs    | 9              |
| Estados Unidos - Billboard Dance Club Songs   | 55             |
| Estados Unidos - Billboard Pop Songs          | 16             |
| França - SNEP                                 | 175            |
| Hungria - Rádiós Top 40                       | 39             |
| Polónia - Polish Airplay Top 100              | 58             |